# Rättfärdig bland folken

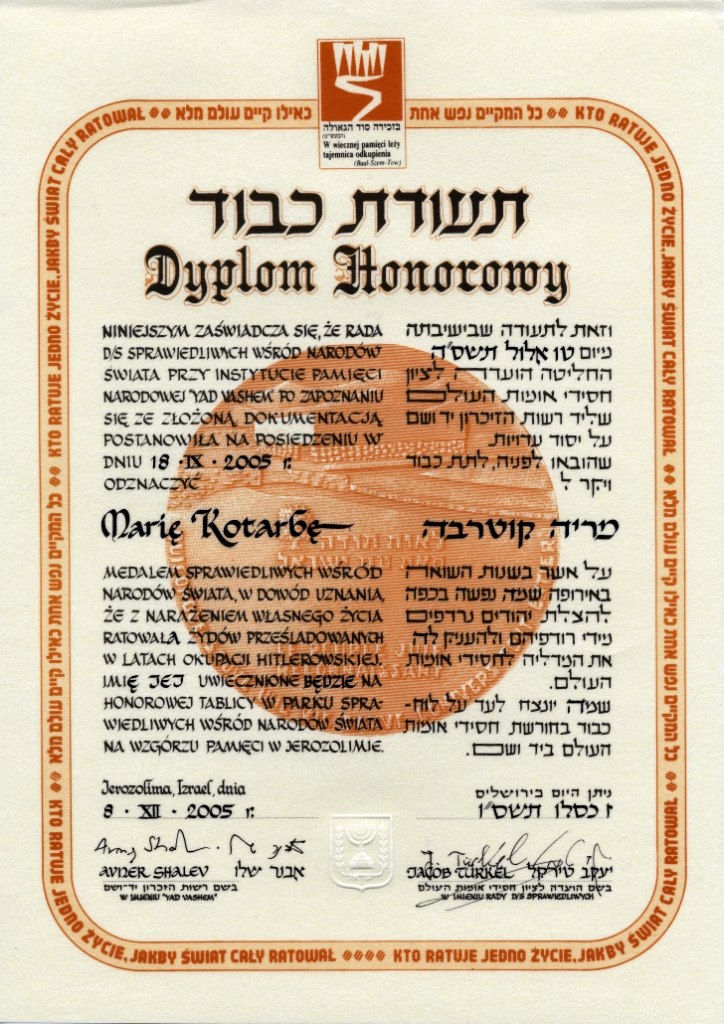
Diplom till Maria Kotorba år 2005

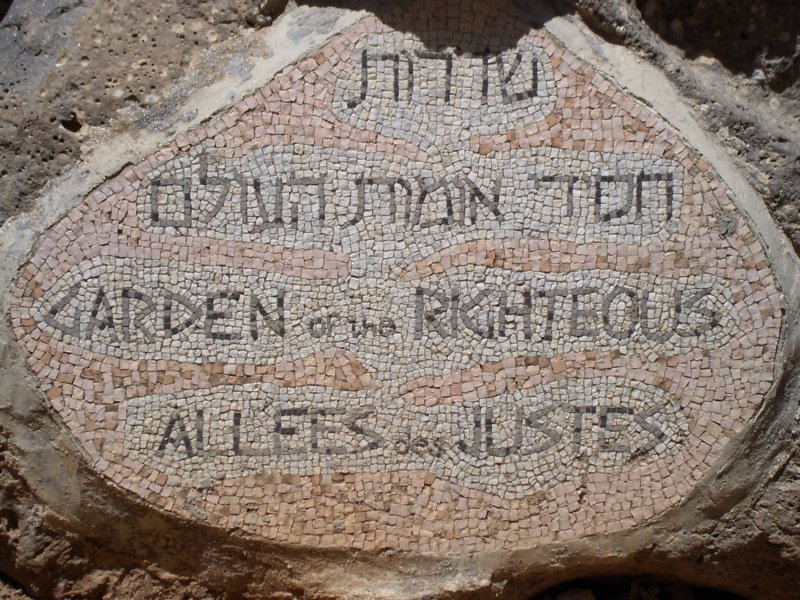
Ingången till De rättfärdigas trädgård

Rättfärdig bland folken är en utmärkelse av staten Israel för icke-judar, som med risk för eget liv skyddade judar under andra världskriget.
Rättfärdig bland folken (på hebreiska חסידי אומות העולם, Chassidey Umot Haolam) är också ett begrepp i judendomen, som syftar på icke-judar som följer de noakidiska lagarna och därmed är garanterade en plats i paradiset.

## Utmärkelsen
Yad Vashem, den israeliska myndigheten för hågkomst av Förintelsens martyrer och hjältar, bildades 1953 av det israeliska parlamentet (Knesset). En av myndighetens uppgifter är att hedra de "rättfärdiga bland folken", det vill säga icke-judar som har riskerat sitt liv för att rädda judar undan Förintelsen.
En kommission ledd av en domare i Israels högsta domstol har sedan 1963 haft i uppdrag att tilldela hederstiteln Rättfärdig bland folken till förtjänta människor. Utnämningen ska föregås av en noggrann genomgång av tillgänglig information, inklusive vittnesmål av överlevare och andra ögonvittnen, en bedömning av de omständigheter som förelåg vid det aktuella tillfället samt en bedömning av den risk som räddaren utsatte sig för.
Kriterier för utnämning är bland annat:
- att en hjälpinsats antingen ska ha skett vid återupprepade tillfällen eller ha varit anmärkningsvärt stor, och
- att hjälpinsatsen har skett utan syfte att nå penningmässig eller annan vinning i retur

En person som blir erkänd som Rättfärdig bland folken får en medalj och ett diplom och får sitt namn på en "hedersvägg" i De rättfärdigas trädgård vid Yad Vashem-museet i Jerusalem. Yad Vashem-myndigheten har också rätt att tilldela israeliskt hedersmedborgarskap till en Rättfärdig bland folken efter ansökan från personen i fråga eller vederbörandes anhöriga.
Rättfärdig bland folken har också vid två tillfällen deltas ut kollektivt, nämligen till befolkningen i byn Nieuwlande i Nederländerna och till befolkningen i Le Chambon-sur-Lignon i Frankrike.

## Utdelade utmärkelser
Fram till den 1 januari 2021 har priset delats ut till 27 921 personer i 51 olika länder, där Nederländerna har flest mottagare per 100 000  invånare. I tabellen nedan visas antalet utmärkelser, samt antalet i relation till landets befolkning 1939. Yad Vashem framhåller att en sådan tabell inte är representativ för insatsen eller andelen judar som räddats per land, och noterar att dessa siffror "inte nödvändigtvis är en indikation på det faktiska antalet räddare i varje land, utan återspeglar de fall som gjordes tillgängliga till Yad Vashem."
| Land                    | Antal utmärkelser | befolkning 1939 | Mottagare per 100 000 invånare |
| ----------------------- | ----------------- | --------------- | ------------------------------ |
| Polen                   | 7,177             | 34,849,000      | 20.59                          |
| Nederländerna           | 5,910             | 8,729,000       | 67.70                          |
| Frankrike               | 4,150             | 42,000,000      | 9.88                           |
| Ukraina                 | 2,673             | 32,425,000      | 8.24                           |
| Belgien                 | 1,774             | 8,387,000       | 21.15                          |
| Litauen                 | 918               | 2,575,000       | 35.65                          |
| Ungern                  | 876               | 9,129,000       | 9.60                           |
| Italien                 | 744               | 43,400,000      | 1.71                           |
| Belarus                 | 676               | 5,568,994       | 12.14                          |
| Tyskland                | 641               | 69,314,000      | 0.92                           |
| Slovakien               | 621               | 2,655,000       | 23.39                          |
| Grekland                | 362               | 7,222,000       | 5.01                           |
| Ryssland                | 215               | 108,377,000     | 0.20                           |
| Serbien                 | 139               |                 |                                |
| Lettland                | 138               | 1,994,500       | 6.97                           |
| Kroatien                | 122               | 4,235,000       | 2.88                           |
| Tjeckien                | 119               |                 |                                |
| Österrike               | 113               | 6,658,000       | 1.7                            |
| Moldavien               | 79                |                 |                                |
| Albanien                | 75                | 1,073,000       | 6.99                           |
| Rumänien                | 69                | 19,933,800      | 0.35                           |
| Norge                   | 67                | 2,945,000       | 2.27                           |
| Schweiz                 | 49                |                 |                                |
| Bosnien och Hercegovina | 49                |                 |                                |
| Armenien                | 24                |                 |                                |
| Storbritannien          | 22                |                 |                                |
| Danmark                 | 22                | 3,795,000       | 0.58                           |
| Bulgarien               | 20                | 6,458,000       | 0.31                           |
| Slovenien               | 15                |                 |                                |
| Nordmakedonien          | 10                |                 |                                |
| Sverige                 | 10                |                 |                                |
| Spanien                 | 9                 |                 |                                |
| USA                     | 5                 |                 |                                |
| Estland                 | 3                 | 1,134,000       | 0.26                           |
| Indonesien              | 3                 |                 |                                |
| Portugal                | 3                 |                 |                                |
| Brasilien               | 2                 |                 |                                |
| Chile                   | 2                 |                 |                                |
| Peru                    | 3                 |                 |                                |
| Kina                    | 2                 |                 |                                |
| Kuba                    | 1                 |                 |                                |
| Egypten                 | 1                 |                 |                                |
| Turkiet                 | 1                 |                 |                                |
| Montenegro              | 1                 |                 |                                |
| Ecuador                 | 1                 |                 |                                |
| Japan                   | 1                 |                 |                                |
| Luxemburg               | 1                 |                 |                                |
| Vietnam                 | 1                 |                 |                                |
| Irland                  | 1                 |                 |                                |
| El Salvador             | 1                 |                 |                                |
| Georgien                | 1                 |                 |                                |

## Urval av personer som tilldelats Rättfärdig bland folken
Listan baserad på statistik från Yad Vashem.
- Romuald Dor de la Souchère, fransk museiman, och hans hustru Berthe
- Carl Lutz, schweizisk vicekonsul i Budapest
- Constantin Karadja, rumänskt sändebud i Berlin
- Oskar Schindler och hans hustru Emelie
- Aristides de Sousa Mendes, portugisisk diplomat i Bordeaux
- Angelo Rotta, påvlig nuntie i Budapest
- Gennaro Verolino, sekreterare vid den påvliga nuntiaturen i Budapest
- Elisabeth av Bayern, drottning av Belgien
- Helena av Grekland, drottning av Rumänien
- Prinsessan Alice av Battenberg
- Bernhard Lichtenberg, tysk katolsk präst
- Georg Ferdinand Duckwitz, tysk diplomat i Köpenhamn
- Irena Sendler, polsk motståndskvinna
- Chiune Sugihara, japansk diplomat i Litauen
- Władysław Bartoszewski, polsk historiker och politiker
- Wilm Hosenfeld, tysk arméofficer i Warszawa
- Jan och Antonina Żabiński, polskt par i Warszawa

### Tilldelning till personer med anknytning till Sverige
- 1963 Raoul Wallenberg (1912- ?), legationssekreterare vid Sveriges legation i Budapest 1944-45
- 1965 Valdemar Langlet (1872-1960), delegat för Svenska Röda Korset i Budapest, 1944-45
- 1965 Nina Langlet (1896-1988), fru och medhjälpare till Valdemar Langlet i Budapest 1944-45
- 1980 Per Anger (1913-2002), legationssekreterare vid den svenska beskickningen i Budapest 1944-1945
- 1982 Lars G:son Berg (1918-93), konsul vid Sveriges legation i Budapest 1944-45
- 1982 Ivan Danielsson (stavat Iwan hos Yad Vashem) (1880-1963), chef för Sveriges legation i Budapest 1944-45
- 1986 Erik Myrgren (1914-96), präst vid Svenska kyrkan i Berlin 1944-45
- 1999 Alexander Erba-Odescalchi (1914-2008), advokat i Budapest och godsägare under det andra världskriget, därefter bosatt i Sverige[4]
- 2001 Elow Kihlgren (1887-1974), affärsman och generalkonsul i Genua från 1930 och under andra världskriget
- 2004 Elisabeth Hesselblad (1870-1957), grundare av en gren inom Birgittinorden, från 1931 och under andra världskriget abbedissa för dess moderhus i Rom
- 2006 Erik Perwe (1905-44), präst vid Svenska kyrkan i Berlin 1942-44
- 2008 Kazimir Vilnis (1907-98), katolsk präst i Lettland under det andra världskriget, vilken därefter levde i Sverige 1944-98
- 2011 Manuel Antonio Muñoz Borrero, Ecuadors generalkonsul i Stockholm 1931-42, bodde därefter kvar i Sverige till 1961.